# Bola 7

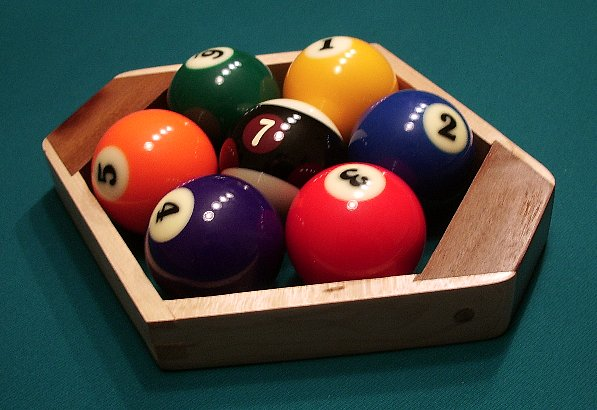
Paquet de set boles, mostrant el disseny especial de la bola número 7.

Bola 7 és un joc de billar americà de rotació amb normes similars a la modalitat bola 9. Es diferencia en dues coses: només es fan servir set boles objectiu, com el nom indica, i es restringeix la partida a determinades troneres. Es reconeix a William D. Clayton com a inventor d'aquesta modalitat a principis dels anys 80 del segle xx.

## Normes
Al començament de la partida, les boles de l'una a la set es posen en un paquet amb forma hexagonal, amb la bola número 1 col·locada a un vèrtex, la bola 7 col·locada al centre del paquet, i totes les demés boles col·locades en el sentit de les agulles del rellotge. Immediatament després del trencament del paquet, l'oponent ha d'escollir tres troneres d'un cantó de la taula, i el jugador que ha tirat se li assigna automàticament els tres forats del cantó oposat. Un cop feta aquesta selecció, les boles 1–6 es podran posar a dintre de qualsevol forat, però sempre en rotació, començant per la número 1. Es poden introduir altres boles si és amb combinació amb la bola objectiu. Per ser una victòria legítima, la bola número 7 s'ha d'introduir al costat indicat a l'inici.
No cal cap equipament especial per jugar. Un conjunt regular de boles de billar americà i un bastidor de nou boles amb forma de diamant és suficient.